# Melio Bettina
Melio Bettina est un boxeur américain né le 18 novembre 1916 à Bridgeport, Connecticut, et mort le 20 décembre 1996.

## Carrière
Passé professionnel en 1934, il remporte le titre vacant de champion du monde des poids mi-lourds NYSAC (New York State Athletic Commission) face à Tiger Jack Fox le 3 février suivant mais s'incline contre Billy Conn le 13 juillet 1939 lors d'un combat de réunification des ceintures NBA & NYSAC. Bettina met un terme à sa carrière en 1948 sur un bilan de 83 victoires, 14 défaites et 3 matchs nuls.